# Wappen Tunesiens

Wappen Tunesiens

Seit dem 2. September 1989 existiert eine Version des Wappens, in der alle Felder einen goldenen Grund zeigen.
Alte Wappenbeschreibung:
Das Wappen Tunesiens zeigt im Schildhaupt in Hellblau eine punische Galeere auf blauer See; der übrige Schild ist gespalten: rechts in Gold ein Schwarzer Löwe, der ein silbernes Schwert trägt, links in Gold eine schwarze Waage. Auf dem Schild liegt ein weißes Spruchband mit dem Staatsmotto niẓām, ḥurriyya, ʿadāla / نظام، حرية، عدالة / ‚Ordnung, Freiheit, Gerechtigkeit‘ auf Arabisch. Über dem Schild steht eine kreisrunde silberne Plakette mit rotem Rand, in der sich ein roter Halbmond und Stern befinden.
Das Wappen wurde einige Monate nach der Unabhängigkeit Tunesiens am 21. Juni 1956 angenommen und war seither einigen kleinen Änderungen unterworfen, zuletzt 1963. Die drei Felder symbolisieren die drei Begriffe des Staatsmottos: Die Galeere steht für die Freiheit (und die karthagische Geschichte des Gebiets), der Löwe für die Ordnung und die Waage als Symbol der Gerechtigkeit. Die Plakette mit Halbmond und Stern ist ein Symbol des Islam und Hauptbestandteil der Flagge Tunesiens wie auch einiger weiterer Flaggen der islamischen Welt.